# Георгій Марков
Георгій Іванов Марков (болг. Георги Иванов Марков; 1 березня 1929, Софія — 11 вересня 1978, Лондон) — болгарський драматург, письменник і дисидент, жертва спецслужб. Псевдонім: Джері.

## Життєпис
Народився у сім’ї військовослужбовця Івана Маркова. 1946 року закінчив Першу чоловічу гімназію в Софії. Вивчав хімію спершу в Русе, потім у Державному політехнічному інституті в Софії, який закінчив 1953 року, отримавши кваліфікацію інженера-хіміка. 1953 року одружується з Деспіною Панайотовою. Працював інженером-технологом на державному промисловому підприємстві, упродовж 1952-58 років викладав у Технікумі кераміки і скла.
З огляду на спадковий туберкульоз, Марков часто перебував на лікуванні, в один з таких періодів почав літературну діяльність. У 1960-61 роки у санаторії знайомиться з Здракою Лековою, яка працювала помічником режисера, розлучається з Деспіною і одружується зі Здравкою.
Його приймають до Союзу болгарських письменників, однак з часом критичні мотиви у його творчості посилюються і він зазнає тиску. У шістдесятих роках входить в коло болгарських інтелектуалів: тісно спілкується з Цветаном Стояновим, Владком Мусаковим, Любомиром Левчевим, Стефаном Цаневим. Після роману з Яною Пипковою розлучається з дружиною.
1969 року емігрував з Болгарської народної республіки, одружився з англійкою Аннабель Ділак. Від третього шлюбу народжується донька Олександра-Райна.
Спершу жив за кордоном легально, але, коли стало зрозуміло, що він не виявляє бажання повертатися, болгарська влада анулювала його закордонний паспорт. 1972 року його виключили з Союзу болгарських письменників, а твори були вилучені з бібліотек. 27 грудня 1972 року Марков був засуджений болгарським судом заочно на 6,5 року позбавлення свободи як залишенець.
Працював у Лондоні у міжнародній редакції БіБіСі, для Радіо Вільна Європа та Німецької хвилі. Критикував комунізм, зокрема особливості життя у комуністичній Болгарії, через це став жертвою спецслужб.

## Творчість
У творчості виокремлюють два періоди: в умовах соціалістичної Болгарії та в еміграції (від 1969.)
Коли відбувся дебют Маркова як письменника, все ще не встановлено. Існують кілька версій. Слав Караславов вказує, на дебют 1952 року у жанрі фейлетону. Йордан Василев вказує на оповідання 1951 року, а Олександр Костов віднайшов нариси Маркова від 1947, серед яких «Шевченко – поет сільської України» (13 березня 1947 „Земеделско знаме“).
Першими друкованими книгами Маркова стали збірник «Цезієва ніч» (1957) і «Переможець Аякса» (1959). «Цезієва ніч» - детективне оповідання з традиційним соцреалізму протистоянням ідеологічних систем. Цей твір було перекладено російською і видано у серії «Воєнні пригоди». Книга мала читацький успіх, але критикувалася як «бульварне чтиво». Прикметним твором того часу є роман «Покривът» (1959), який вважають «болгарською оруелівською книгою, глобальною, зловіщою метафорою соціалізму». Друк роману було зупинено через «неприйнятні алегорії» і «прихований антисуспільний підтекст», опублікований у Болгарії 2007 року.
Роман «Мъже» (Чоловіки), 1962 року приніс йому визнання як соціалістичного письменника, Маркова було прийнято в Спілку Болгарських письменників. Після цього пише найвідоміші твори: «Асансьорът» («Ліфт», 1965), оповідання «Портретът на моя двойник“ «Портрет мого двійника» (1966), «Жените на Варшава» (Жінки Варшави, 1968) і п’єси: Кафе с претенции (Кафе з претензіями, 1967) та «Асансьорът» (1967).
1969 року, готуючи п’єсу «Комуністи», присвячену 25 річниці перевороту 9 вересня 1944 року, Марков отримав доступ до секретних архівних матеріалів – судових справ 1944 року що стосувалися ключових комуністичних діячів. Ці документи змінили його погляд на комунізм. 
Другий період творчості складають твори, написані на еміграції. Зокрема 1974 року на лондонській сцені поставили його п’єсу «Да се провреш под дъгата» (Потрапити під веселку), а в Единбурзі – п’єсу «Архангел Михаїл». У цей час також написано роман «The right honourable chimpanzee» у співавторстві з Девідом Філіпсом, який було видано вже після смерті Маркова.
Від 1975 до 1978 року працює над репортажами про життя у соціалістичній Болгарії «Заочні репортажі», у яких критикував соціалістичний лад і особисто Тодора Живкова чим викликав гнів керівництва держави. У Болгарії ці репортажі були опубліковані вже після 1990 року.

## Убивство

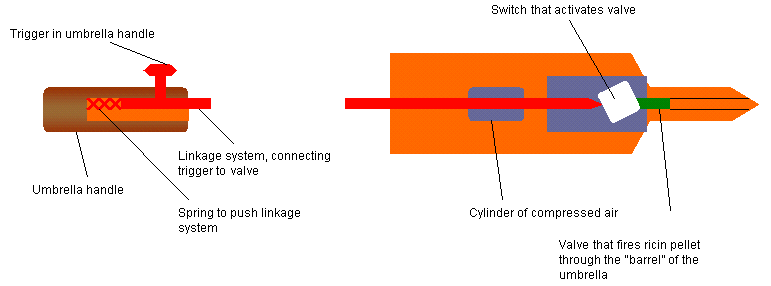
Механізм "парасолі Маркова"

КДБ і болгарська КДС (Комитет за държавна сигурност) здійснили два невдалих замахи на його життя. Третій замах був результативним. 7 вересня 1978 року на автобусній зупинці недалеко від мосту Ватерлоо в Лондоні Маркова зачепив парасолькою незнайомець, що говорив з легким іноземним акцентом. Насправді парасоля була спеціально сконструйованим знаряддям, що містило  отруту (від тоді названа «болгарська парасоля» або «парасоля Маркова»). Маркову стало недобре, він звернувся до лікаря і виявив слід уколу на литці.
Помер за три дні. Під час розтину у місці уколу в тілі було знайдено платинову кульку 1,5 мм, що містила смертельну дозу рицину. Колишній агент КДБ, що одночасно співпрацював із західними спецслужбами, Олег Гордієвський стверджував, що убивство спланувало і виконало КДБ.

## Розслідування
Перші розслідування не мали успіху. У Болгарії розслідування почалося лише після 1990 року, однак з’ясувалося, що документи у справі «Мандрівця» (таке було кодове ім’я Маркова) знищені. Тому процес проти генералів Владимира Тодорова та Стояна Савова не мав доказів. 1992 року утікач з Росії генерал Олег Калугін дав свідчення про допомогу КДБ в убивстві і назвав імена причетних, звинувачення йому не висувалися. 2013 року розслідування припинили через те, що минув термін придатності.
Упродовж 1999-2000 років журналіст Христо Христов створив документальний фільм «Досьє «Мандрівця» і книгу «Убивство «Мандрівця», на матеріалі архівів служби безпеки. Журналістське розслідування вказує на Франческо Гуліно як на виконавця убивства. Британський документальний фільм «Убивця з парасолькою» (2006) вказує, що колишній агент живий і перебуває на свободі. 2013 року німецький журналіст Клаус Дексел для свого документального фільму взяв інтерв’ю у Гуліно, який заперечив свою причетність.

## Вшанування
2000 року Георгій Марков нагороджений орденом «Стара планина» першого ступеню «за яскравий внесок у болгарську літературу, драматургію і публіцистику та за виняткову громадянську позицію і протистояння комуністичному режиму»
2014 року у Софії відкрито пам’ятник Георгію Маркову, створений скульптором Данко Данковим.

## Твори

### Публицистика
·        «Задочни репортажи за България» — 1978
·        «Когато часовниците са спрели. Нови задочни репортажи за България» — 1991

### Романи
·        «Победителите на Аякс» — 1959
·        «Цезиева нощ» — 1957
·        «Мъже» — 1962
·        «Покривът» — 2007

### П’єси
·        «Последният патент» — 1965
·        «Кафе с претенция» — 1966
·        «Да се провреш под дъгата»
·        «Комунисти»
·        «Аз бях той»
·        «Асансьорът» — 1967
·        «Атентат в затворената улица» — 1968
·        «Архангел Михаил» — 1990, 1997

### Збірки прози
·         «Анкета» — 1961
·        «Между нощта и деня» — 1961
·        «Портретът на моя двойник» — 1966, 1996
·        «Жените на Варшава» — 1968